# 黑尾吻鳗
黑尾吻鳗（学名：Rhynchoconger ectenurus），又名突吻鰻，为糯鳗科吻鳗属的鱼类。分布于日本海等。该物种于1909年由大衛·斯塔爾·喬丹和羅伯特·厄爾·理查德森描述，其模式产地在台湾。